# Ягст
Ягст (нем. Jagst немецкое произношение: [jakst] (слушать)о файле, устар. Якст) — река в Германии, протекает по земле Баден-Вюртемберг.

## Описание
Площадь бассейна реки составляет 1830 км². Длина реки — 190,2 (185, 195) км. Правый приток Некара, впадает против Вимпфена. На берегах реки расположены населённые пункты: Эльванген, Берлихинген, и другие.

## Местные достопримечательности
В окрестностях Краутхайма, расположенного на берегу Ягста, находится Wachsender Bach (с нем. — «Окаменевший ручей»), известный также под названием Kuharsch (с нем. — «Коровья задница»). Среди подобных «Каменных желобов» (нем. Steinerne Rinne) он выделяется своим характерным внешним видом, из-за которого и получил своё название.

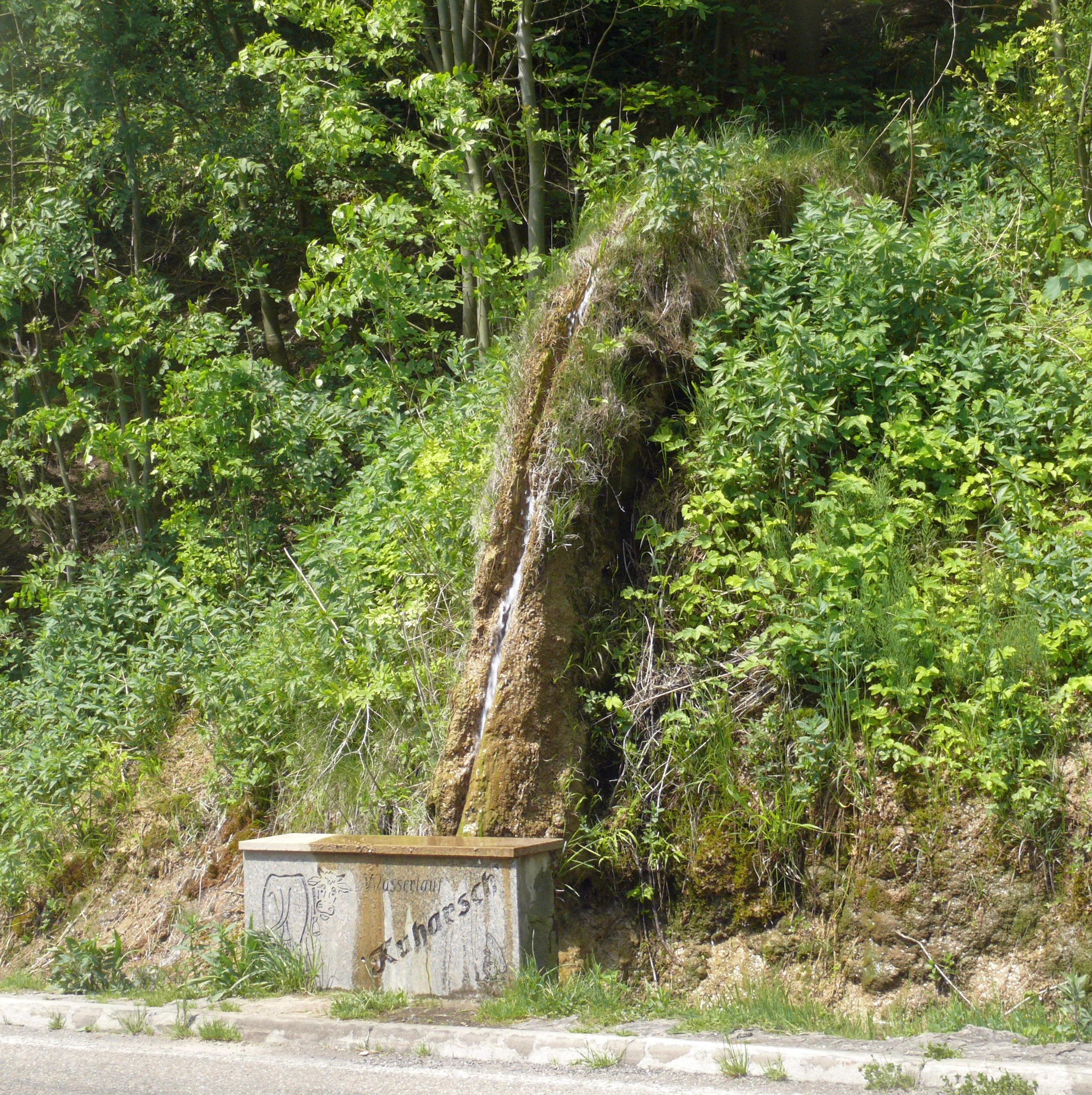
Кухарш (Kuharsch).